# Enrico Volterra
Enrico Volterra (Roma, 11 giugno 1905 – Austin, 29 giugno 1973) è stato un ingegnere italiano naturalizzato statunitense.

## Biografia
Figlio del matematico Vito Volterra e della pianista e imprenditrice Virginia Almagià, sposò Edith L. Duenk nel 1952 da cui ebbe due figlie.
Laureato in ingegneria civile presso l'Università La Sapienza di Roma  nel 1928. Dal 1930 al 1938 ha lavorato nell'industria, nella ricerca e nella ricerca accademica in Italia e all'estero.
A causa delle leggi razziali antiebraiche del 1938 dovette porre fine alla sua carriera universitaria in Italia. Nel febbraio del 1939 emigrò in Inghilterra. Nel dicembre 1941 ottenne un dottorato in meccanica all'Università di Cambridge. Dal 1943 fino alla fine della seconda guerra mondiale, condusse ricerche su materiali plastici e gomme, sotto la direzione di Geoffrey Ingram Taylor.
Nel giugno del 1946 tornò brevemente a Roma e nel 1949 si stabilì definitivamente negli Stati Uniti.
Divenne professore di meccanica all'Illinois Institute of Technology di Chicago, dove rimase per quattro anni. Nei successivi cinque anni è stato professore all'Rensselaer Polytechnic Institute. Nel 1957 divenne professore di ingegneria meccanica all'Università del Texas ad Austin.
| Controllo di autorità | VIAF (EN) 12385845 · ISNI (EN) 0000 0001 1743 0881 · LCCN (EN) no2011036146 · BNE (ES) XX1485059 (data) · BNF (FR) cb12362797t (data) · J9U (EN, HE) 987007317204005171 |